# Neoliberalismo no Chile
O neoliberalismo no Chile pode ser definido como um conjunto de políticas econômicas e reformas institucionais baseadas nos princípios do neoliberalismo realizadas no Chile a partir da década de 1970. Dentre outras características, essas políticas enfatizam a redução do papel do Estado na economia, a promoção do livre mercado e o liberalismo econômico.
O início deste processo está associado ao golpe militar de 11 de setembro de 1973, que depôs o governo de Salvador Allende. O novo regime militar, liderado pelo general Augusto Pinochet, procurou transformar a economia chilena através de reformas radicais. Os economistas chilenos, conhecidos como "Chicago Boys", que haviam estudado na Universidade de Chicago com orientação de Milton Friedman, foram fundamentais na formulação e implementação destas reformas.

## Contexto histórico
Durante o mandato de Salvador Allende, uma série de mudanças foram realizadas. Seu governo impulsionou a reforma agrária, promoveu a nacionalização das minas de cobre e realizou medidas estatizantes em diversos setores, como o bancário, têxtil, telefônico e alimentício. Essas mudanças permitiram o aumento da demanda agregada, gerando um acréscimo do salário-mínimo, criando empregos e um significativo aumento da produção industrial, já em 1971. Contudo, essas políticas econômicas resultaram na subida da inflação, a exemplo do aumento de 22% para 163% do nível dos preços, entre 1971 e 1972.  A falta de controle da inflação, associada a uma redução do Produto Interno Bruto (PIB), resultou em um aumento da polarização social, gerando uma série de instabilidades sociais no país, que resultaram no suicídio de Salvador Allende, e uma consequente tomada de poder pelas Forças Armadas chilenas.
Dessa forma, inicia-se o regime militar liderado por Pinochet, com o objetivo primário de combater a inflação. A partir do documento El Ladrillo, o governo de Pinochet desenvolveu os fundamentos do que hoje chamamos de neoliberalismo. A principal influência foi um grupo de economistas formandos na Escola de Economia de Chicago, que ficaram conhecidos como Chicago Boys. Muitos destes economistas eram professores da Pontifícia Universidade Católica do Chile e tiveram uma grande aproximação com o pensamento de Milton Friedman.

## A Ascenção do Neoliberalismo
Com o prosseguimento do governo Militar, os Chicago Boys conseguiram acabar com as inúmeras nacionalizações promovidas por Salvador Allende e a sua Unidade Popular. Dessa forma, se inicia um longo processo de drásticas medidas de privatizações.  Houve, também, a privatização de empresas públicas dos setores relacionados à saúde, educação, transporte, telecomunicações, dentre outras áreas. Desta forma, o neoliberalismo chileno diminui consideravelmente o tamanho do Estado, retirando qualquer obstáculo a aquilo que ele considerava ser a “liberdade do capital”. O papel tradicional do Estado como empreendedor, aquele que promove investimento e industrialização, foi reduzido e direcionado a agentes privados a partir de um mercado aberto e focado no exterior.
Um dos principais teóricos do neoliberalismo, Friedrich Hayek, teve significativa influência na implementação das políticas neoliberais. Utilizando de suas ideias, Pinochet estabelece uma nova constituição em 1980. O ditador chileno leva em consideração as ideias de Hayek em limitar o alcance da democracia, criando “amarras institucionais”, estabelecendo dispositivos que garantem as reformas neoliberais. Dentre esses dispositivos, estava a criação de um sistema eleitoral que garantisse pelo menos 50% do congresso, para políticos de direita. O pensamento advindo das ideias de Hayek era contrário a um sistema de planejamento centralizado, acreditando que a centralização era inimiga de uma administração eficiente. Somente o mercado poderia fornecer uma otimização da administração. E assim se estabelecia uma relação entre o autoritarismo de Pinochet, e a liberdade das ideias neoliberais.

## Impacto econômico e social
O neoliberalismo chileno apresentou resultados negativos em muitos aspectos. Em 1982, o desemprego supera a marca dos 30%, com os salários reais se reduzindo abruptamente neste ano, chegando a resultados inferiores aos de 1970, além de uma redução de 14% do PIB acompanhada de uma queda de 23% da produção industrial. Entre 1973 e 1990, a privatização atingiu 725 empresas que eram da Corporacíon de Fomento de La Producíon (CORFO). Dessa forma, o governo chileno perde suas preocupações com o estado de bem-estar social da população, proporcionando uma parcela da sociedade que vive sem o acesso a condições mínimas para a sobrevivência com dignidade.

## O Debate Contemporâneo
No tempo presente, as críticas ao neoliberalismo chileno se intensificaram, levando a uma série de protestos e movimentos sociais. Como exemplo, à mobilização estudantil de 2011 e as manifestações do estallido social de 2019, que demonstravam uma grande insatisfação popular com o sistema econômico e as desigualdades existentes pelas permanências das políticas neoliberais iniciadas por Pinochet. De forma geral, havia uma insatisfação pelos abusos das empresas privadas no acesso a serviços básicos, como a educação, saúde e o transporte.